# 575 Dywizja Grenadierów Ludowych
575 Dywizja Grenadierów Ludowych (niem. 575. Volks-Grenadier-Division) – niemiecka dywizja aktywowana 25 sierpnia 1944 na poligonie Döberitz pod Berlinem. Zaniechano jednak procesu dokończenia jej organizacji i 17 września 1944 została połączona z 272 Dywizją Piechoty w celu sformowania 272 Dywizji Grenadierów Ludowych.

## Skład
- 1183 pułk grenadierów
- 1184 pułk grenadierów
- 1185 pułk grenadierów
- 1575 pułk artylerii
- 1575 kompania rozpoznawcza
- 1575 batalion niszczycieli czołgów
- 1575 batalion inżynieryjny
- 1575 kompania łączności
- 1575 dywizyjne oddziały zaopatrzeniowe